# Mahamadou Diarra
Mahamadou Diarra - em árabe, محمدو ديارا - (Bamako, 18 de maio de 1981) é um ex-futebolista malinês que atuava como Médio (Médio Defensivo).

## Carreira
Diarra representou o elenco da Seleção Malinesa de Futebol no Campeonato Africano das Nações de 2010.